# Mycena austera
Mycena austera är en svampart som tillhör divisionen basidiesvampar, och som beskrevs av Aronsen. Mycena austera ingår i släktet Mycena, och familjen Favolaschiaceae. Arten har ej påträffats i Sverige.